# Пинская семинария
Высшая духовная семинария имени св. Фомы Аквинского в Пинске — одна из двух католических семинарий Белоруссии наряду с семинарией Гродно. До 2018 года считалась межъепархиальной, готовила священников для служения в Пинском, Витебском диоцезах и Минско-Могилёвском архидиоцезе. С 2018 года в качестве двухлетнего эксперимента стала епархиальной и ведёт подготовку священников для служения только в Пинском диоцезе.
На данный момент деятельность семинарии приостановлена из-за сокращения количества призваний.

## История
Основателем семинарии является епископ Зигмунд Лозинский, который сразу после своего назначения на Минскую кафедру в 1917 году задумался о создании новой семинарии. В 1918 году семинария была создана в Минске, однако после занятия Минска большевиками воспитанники были вынуждены уехать в Польшу.
Вторую попытку епископ Лозинский предпринял в 1924 году, основав семинарию в Новогрудке, входившего в состав межвоенной Польской Республики. После основания в 1925 году Пинского диоцеза семинария переехала в Пинск, который также принадлежал Польше. Епископ Лозинский сам преподавал в семинарии библеистику и всячески способствовал её развитию. Семинария располагалась в здании бывшего францисканского монастыря XVIII века при кафедральном соборе. С 1928 года уже на всех шести курсах учились семинаристы.
До 1939 года духовная семинария в Пинске подготовила более 90 священников, многие из них впоследствии заняли высокие посты в католической иерархии, получили научные степени, стали мучениками за веру. Среди наиболее известных выпускников — первый белорусский кардинал Казимир Свёнтек и мученик Второй мировой войны Мечислав Богаткевич.
В 1939 году Пинск вошёл в состав БССР. Советские власти закрыли семинарию, в послевоенное время в СССР действовали только две католические семинарии — Каунасская и Рижская, да и то с существенными ограничениями.
В 1970-х годах пинский священник Вацлав Пентковский организовал в своём доме подпольную семинарию, которая подготовила 10 священников, включая нынешнего главу Пинской епархии Антония Демьянко.
Восстановление пинской семинарии связано с именем кардинала Казимира Свёнтека. Возрождённая семинария начала работу 12 сентября 2001 года. Декрет об открытии семинарии 31 мая 2001 года подписал папа Иоанн Павел II. Семинария разместилась в тех же корпусах бывшего пинского францисканского монастыря, что и довоенная.

## Современное состояние
Обучение продолжается 6 лет. Первые два года посвящены изучению философских предметов и языков. Следующие четыре года посвящены изучению в основном предметов теологического направления. Кроме интеллектуальной подготовки и духовного формирования предусмотрена литургическая практика на приходах.
Первый выпуск (4 священника) состоялся в 2007 году, в 2007—2011 годах пинская семинария подготовила 15 священников. В 2015 году в семинарии училось 13 человек, в 2016 году в семинарию поступило 6 человек, в 2017 — 8, количество выпускников 1-2 священника в год. За весь период существования возрожденной семинарии (с 2001 г.) было подготовлено около 50 священников для католических епархий в Республике Беларусь.